# جیمی گومز
جیمی گومز (زاده ۲۵ نوامبر ۱۹۷۴) یک سیاستمدار آمریکایی است که از سال ۲۰۱۷ به عنوان نماینده ایالات متحده برای حوزه انتخابیه سی و چهارم کالیفرنیا  خدمت می‌کند. منطقه او شامل محله‌های لس آنجلس ایگل راک، بویل هایتس، مرکز شهر لس آنجلس، کره تاون و … است. گومز به عنوان یکی از اعضای حزب دموکرات، از سال ۲۰۱۲ تا ۲۰۱۷ در مجلس ایالتی کالیفرنیا خدمت کرد.
گومز در کمیته راه و روش مجلس نمایندگان خدمت می‌کند و نایب رئیس کمیته نظارت و اصلاحات است. او یکی از بنیانگذاران انجمن مدیکر برای همه است. او همچنین یکی از اعضای گروه هیسپانیک کنگره، گروه پیشرو کنگره، گروه آمریکایی کنگره آسیا و اقیانوسیه، و گروه برابری LGBTQ کنگره است.